# Долазак Сенке
Долазак Сенке (енгл. The Shadow Rising) је четврти роман из серије књига „Точак времена“ америчког писца Роберта Џордана. Овај роман епске фантастике је 15. септембра 1992. објавила издавачка кућа „Тор букс“ (енгл. Tor Books). Издање на српском језику је подељено у две књиге.